# Davidiella acrocomiicola
Davidiella acrocomiicola är en svampart som först beskrevs av Augusto Chaves Batista, och fick sitt nu gällande namn av Aptroot 2006. Davidiella acrocomiicola ingår i släktet Davidiella och familjen Davidiellaceae.   Inga underarter finns listade i Catalogue of Life.